# الدوري الإسباني الدرجة الثانية 1973–74
دوري الدرجة الثانية الإسباني 1973–74 (بالإسبانية: Segunda División de España 1973-74)‏ هو الموسم 43 من دوري الدرجة الثانية الإسباني. أشرف على تنظيمه الاتحاد الملكي الإسباني لكرة القدم، وكان عدد الأندية المشاركة فيه 20، وفاز فيه ريال بيتيس.